# Borovice Balfourova
Borovice Balfourova (Pinus balfouriana) je severoamerická pětijehličná, extrémně pomalu rostoucí a dlouhověká, borovice.

## Popis
Stálezelený, jehličnatý, jednodomý, větrosprašný, mimořádně pomalu rostoucí (semenáče vyrostou do výšky 0,5-2,3 cm za rok, nicméně již vzrostlé stromy vyrostou podle nadmořské výšky: v nízkých nadmořských výškách 17–23 cm za 100 let, ve vysokých nadmořských výškách 6–8 cm za 100 let), strom, dorůstající do výšky 35 m. Strom se dožívá velmi vysokého věku, nejstarší strom měl v roce 2004 3400 let  a patřil k jižní podpopulaci Pinus balfouriana to znamená Pinus balfouriana poddruh austrina; stromy ze severní podpopulace rostou ve vlhčích podmínkách a dožívají se nižšího věku, přibližně kolem 1600 let, neboť podléhají houbovému rozkladu dřeně kmenu, která často má za následek zlomení kmenu a větví. Kmen je vzpřímený nebo nakloněný, a dosahuje průměru více než 2,6 m. Větve jsou pokroucené, stoupající až klesající, krátké a tlusté, řídké, snižující pravděpodobnost zážehu a šíření ohně. Koruna je široce kuželovitá až nepravidelná, u dospělých stromů kolem 10 m v průměru. Borka je šedá až růžovooranžová či žlutohnědá, deskovitá či nepravidelně hluboce rozpraskaná nebo s nepravidelnými hranatými pláty, velmi tlustá, u dospělých stromů 6–8 cm, poskytující ochranu proti ohni. Letorosty jsou červenohnědé, stárnutím šedé až žlutošedé, hladké či s měkkými chlupy. Pupeny jsou vejčité a zužující se, červenohnědé, 8–10 mm dlouhé a pryskyřičnaté. Jehlice jsou ohnuté vzhůru, tmavomodré až tmavožlutozelené, většinou sbíhavé, spodní povrchy bez středové rýhy a obvykle se 2 podpokožkovými, ale patrnými, pryskyřičnými pásky, horní povrchy s nápadně bělavými průduchy, s většinou celistvými, či tupými, okraji, a se široce špičatým, či zužujícím se, hrotem; jehlice rostou v hustých chomáčích na koncích větví, čímž se podobají liščímu ocasu (odtud anglický název foxtail pine= borovice liščí ocas); jehlice jsou ve svazečcích (Fasciculus) po 5  (vzácně též po 4 ); jehlice jsou 1,5–4 cm dlouhé a 1-1,4 mm široké; svazečkové pochvy jsou 0,5–1 cm dlouhé, brzy tvoří růžice a opadávají; jehlice zůstávají na stromě 10-30 let. Samčí (pylové) šištice (Microstrobilus) jsou elipsoidní, 6–10 mm dlouhé a červené. Samičí (semenné) šištice – šišky (Megastrobilus) jsou souměrné, rozšířené, kopinatě válcovité, otevíravé, před rozevřením s kuželovitou základnou, po rozevření jsou široce kopinatě vejčité či vejčité až válcovité či vejčitě válcovité; 6–19 cm dlouhé, téměř přirostlé; nezralé šišky jsou purpurové; zralé šišky červenohnědé; šišky dozrávají 2 roky, potom uvolní semena a brzy opadávají. Výrůstky (Apophysis) jsou hodně ztluštělé, zaoblené, zvětšující se směrem k základně šišek. Přírůstek prvního roku (Umbo) je středový, obvykle pokleslý (propadlý), se slabým či žádným, do 1 mm dlouhým, trnem, s pryskyřicí, vyměšující jantar. Semena jsou elipsoidní až úzce obvejčitá, 10 mm dlouhá, světlehnědá, s tmavočervenými skvrnami. Křídla semen jsou 10–12 mm dlouhá. K rozptylování pylu stromu a k opylení šišek dochází červenec – srpen. První šišky strom vytváří ve věku 20-50 let. Šišky dozrávají září-říjen.

## Příbuznost
Pinus balfouriana se vyskytuje ve 2 poddruzích:
- Pinus balfouriana poddruh balfouriana (popisovaná v tomto článku): tento poddruh je označován jako severní podpopulace [2], mívá tlustější, a až k zemi sahající větve, plnější korunu, těžší šišky, větší semena s delšími křídly, silnější borku, tvořenou úzkými brázdami a méně často než Pinus balfouriana poddruh austrina trpí odumíráním kambia.
- Pinus balfouriana poddruh austrina (synonymum: Pinus balfouriana varieta austrina): tento poddruh je označován jako jižní podpopulace [2], bývá méně zavětvená, má tenčí borku, která je tvořena čtvercovými pláty, jehlice si ponechává déle než Pinus balfouriana poddruh balfouriana.

Pinus balfouriana je podle různých teorií pravděpodobně blízce příbuzná borovici Pinus longaeva, podle jiných teorií by se mohlo jednat o tři poddruhy nebo variety téhož druhu: Pinus balfouriana se dvěma svými poddruhy a Pinus longaeva, dohromady tedy 3 poddruhy nebo variety stejného druhu. V morfologických znacích jehlic je borovice Balfourova prakticky shodná či velmi těžko odlišitelná od borovice Pinus longaeva, ovšem šišky Pinus balfouriana se silně kuželovitou základnou šišek a zřetelně vpadlými středovými přírůstky prvního roku (Umbo), s krátkými trny, snadno tyto dvě borovice odlišují. Borovice Balfourova sdílí společné předky (to znamená je blízce příbuzná) také s borovicí osinatou Pinus aristata.
Všechny druhy borovic z podsekce Balfourianae jsou velmi prastaré, v americkém státě Idaho byly nalezeny 46 miliónů let staré fosilie, velmi podobné současným borovicím z podsekce Balfourianae .

## Výskyt
Domovinou borovice Balfourovy jsou Spojené státy americké (státy Kalifornie a Oregon).

## Ekologie
Horský strom, na severu roste jeho severní podpopulace v horských pásmech Klamath Mountains a v kraji North Coast v severní Kalifornii; na jihu roste jeho jižní podpopulace v jižní části horského pásma Sierra Nevada (USA); vzdálenost mezi oběma podpopulacemi je 480 km. Stanoviště této borovice jsou velmi otevřená, suchá, kamenitá, neúrodná, nechráněná a obvykle bez další významnější vegetace, což jsou vlastnosti, které zabraňují přenášení ohně.
- Pinus balfouriana poddruh austrina (jižní podpopulace): roste v nadmořských výškách 2700–3700 m, má velmi ráda dobře odvodněné půdy žulového původu, neroste v serpentinitu ani v jiných půdách pocházejících z jiných ultramafických hornin, klima v jižní části pohoří Sierra Nevada je středomořské, se studenými zimami a suchými a horkými léty, roční srážkové úhrny se zde pohybují kolem 500–750 mm, strom zde bývá často poškozen ledem a písečnými bouřemi; strom zde tvoří často monokulturní lesy, roste též s jinými druhy stromů: v nižších nadmořských výškách s borovicemi Pinus albicaulis, borovicí pokroucenou Pinus contorta poddruh murrayana, borovicí Jeffreyovou Pinus jeffreyi, borovicí ohebnou Pinus flexilis, s jedlí nádhernou Abies magnifica varieta magnifica, jalovcem Juniperus occidentalis poddruh australis, ve vyšších nadmořských výškách opět s borovicí Pinus albicaulis, a keřů: Cercocarpus ledifolius z rodu Cercocarpus, Chrysolepis sempervirens z čeledi bukovité Fagaceae a z rodu Chrysolepis, celoterčníkem různobarvým Holodiscus discolor, rybízy Ribes cereum a Ribes montigenum, pámelníkem okrouhlolistým Symphoricarpos rotundifolius varieta parishii, občasně také s medvědicemi Arctostaphylos nevadensis a Arctostaphylos patula, a slivoní vykrajovanou Prunus emarginata, z bylin například s: Monardella australis z rodu Monardella, z podčeledi Nepetoideae, z čeledi hluchavkovité Lamiaceae.
- Pinus balfouriana poddruh balfouriana (severní podpopulace): roste v nadmořských výškách 2100–2500 m, v půdách odvozených především ze serpentinitu, ve kterých se jí daří nejlépe, dále též z gabra, granodioritu, svoru a vápence, ve středomořském klimatu, značně umírňovaném přímořským klimatem blízkého Tichého oceánu, roční srážkové úhrny zde bývají 1250–1750 mm; strom zde tvoří samostatné lesy, nebo, ve vyšších nadmořských výškách, roste s borovicí Pinus albicaulis, borovicí pokroucenou Pinus contorta poddruh murrayana, borovicí Jeffreyovou Pinus jeffreyi, Pinus monticola, jedlovcem Mertensovým Tsuga mertensiana, smrkem Brewerovým Picea breweriana, jedlí nádhernou Abies x shastensis, jedlí ojíněnou Abies concolor, pazeravem sbíhavým Calocedrus decurrens, douglaskou tisolistou Pseudotsuga menziesii poddruh menziesii, podrost tvoří například medvědice Arctostaphylos nevadensis, Eriogonum alpinum z čeledi rdesnovitých Polygonaceae, pelyněk Artemisia tridentata, dub Quercus vaccinifolia, z bylin například kastileja Castilleja arachnoidea, pýrovník Elymus elymoides, Eucephalus ledophyllus z čeledi hvězdnicovité Asteraceae a plamenka Phlox diffusa. Pinus balfouriana je strom adaptovaný na drsné přírodní podmínky. Jeho dlouhá životnost, pomalý růst a houževnaté jehlice, jsou vlastnosti příznačné pro jehličnany, adaptované na oblasti se stresujícími podmínkami. Strom nesnáší zastínění, vyžaduje otevřená a slunná stanoviště, na živiny chudou půdu, s pH půdy 5- 7 . Strom dokáže odolat mrazům do minus –28.8 °C.

## Nepřátelé a nemoci
Borovice Balfourova je velmi citlivá k houbě rzi vejmutovkové Cronartium ribicola, která strom zpravidla zabije, někdy ale jen snižuje rozmnožovací schopnost stromu (a obecně všech pětijehličných borovic), požíráním konců větví, které nesou šišky, nicméně existují někteří jedinci borovice Pinus balfouriana poddruh balfouriana (severní podpopulace), kteří jsou proti rzi přirozeně imunní. Brouk lýkohub Dendroctonus ponderosae je přirozenou součástí přírodního koloběhu, neboť napadá staré a oslabené stromy, čímž navrací do půdy různé prvky, účastní se tedy biogeochemického cyklu, čímž podporuje rychlejší růst mladých stromů a regeneraci lesa, za pomoci symbiotické houby Grosmannia clavigera, která zabraňuje stromu v produkci pryskyřice, zabíjející lýkohuba; nicméně v důsledku globálního oteplování (příliš horká léta a příliš teplé zimy, slabší mráz lýkohuba nezničí) se lýkohub příliš přemnožuje, čímž dochází ke katastrofálním epidemiím. Občas je strom napadán trpasličím jmelím Arceuthobium cyanocarpum. Sem tam si také na jehlicích stromu pochutná houba sypavka Lophodermium durilabrum.
Strom roste vysoko v horách a má „plné zuby“ blesků, které do něj často udeří, stromy rostoucí na strmých svazích upřímně nesnáší laviny, a padající kamení jim k dobré náladě také moc nepřidá. Příležitostně je strom zjizven občas příliš horlivým datlem, což většinou nemá žádné vážné následky , a naopak je datel vítaným konzumentem larev různých brouků.

## Přátelé
Pták ořešník americký Nucifraga columbiana přispívá k rozmnožování stromu, požírá výživná semena tohoto a jiných druhů borovic, a dělá si přitom zásoby potravy a zahrabává semena do skrýší; některá semena pochopitelně už nenajde, a ta, s určitou pravděpodobností, vyklíčí; tento vzájemný vztah je proto pro oba prospěšný. Taktéž různé druhy datlů, pokud to nepřeženou, jsou pro strom velmi užitečné, neboť požírají, mimo jiných, také larvy lýkohuba Dendroctonus ponderosae. Mnoho brouků z čeledi pestrokrovečníkovití Cleridae jsou predátoři (jiných brouků) a živí se, mimo mnoha dalších brouků a hmyzu, také dospělci a larvami lýkohuba Dendroctonus ponderosae, čímž přirozeně lýkohuba regulují.

## Využití člověkem
Pro svůj pomalý růst a těžko přístupná stanoviště není Pinus balfouriana využívána pro dřevo. Dřevo je husté a tvrdé. Strom není pěstován v zahradách, a v botanických zahradách je velmi vzácný.

## Význam v přírodě
Pinus balfouriana je v přírodě velmi důležitá, protože otevřená struktura jejích stanovišť zpomaluje tání sněhu a pomáhá udržet sněhové pokrývky. Pinus balfouriana také pomáhá zpevňovat půdu na strmých svazích. Taktéž je díky své dlouhověkosti cenným druhem pro dendrochronologické a klimatologické studie a její semena potravou pro mnoho zvířat.

## Ohrožení
Borovice Balfourova je považována za téměř ohroženou. Stav její populace je stabilní, ale bude z dlouhodobého hlediska ohrožena změnami klimatu v případě, že se budou tyto změny zrychlovat, protože vyvstanou noví konkurenti a/nebo patogeny, se kterými se strom nemusí být schopen vypořádat.
Pinus balfouriana poddruh balfouriana (severní podpopulace) je ohrožena globálním oteplováním ještě více, neboť roste v nejvyšších možných nadmořských výškách v oblastech, jejichž výška již přestává dostačovat k poskytnutí vhodných životních podmínek (chladno). Téměř všechna stanoviště Pinus balfouriana se nachází v chráněných oblastech, kde je přísně zakázáno kácení těchto stromů a též sběr mrtvého dřeva .

## Galerie

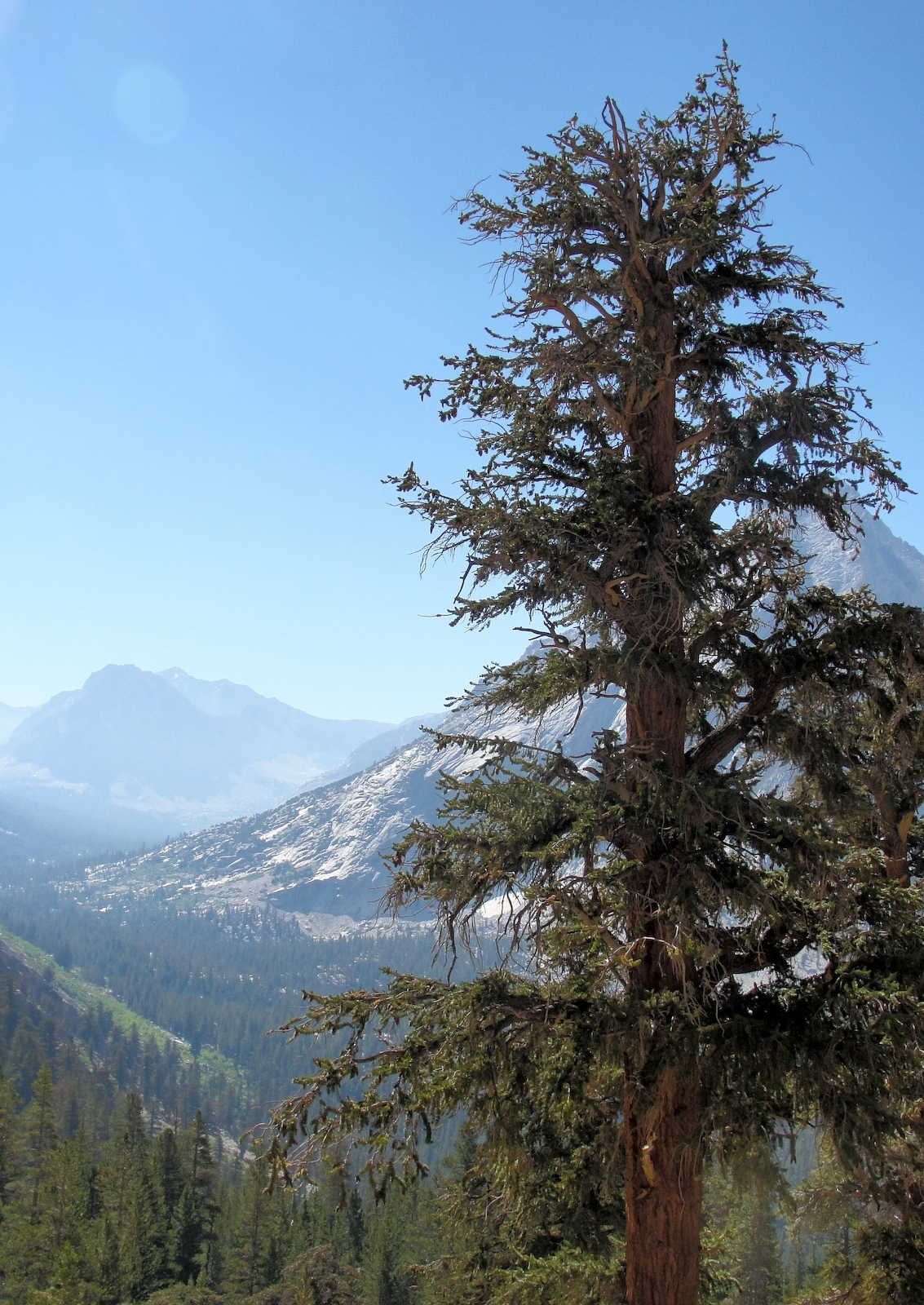
Pinus balfouriana poddruh austrina, v národním parku Kings Canyon National Park, Kalifornie, USA.
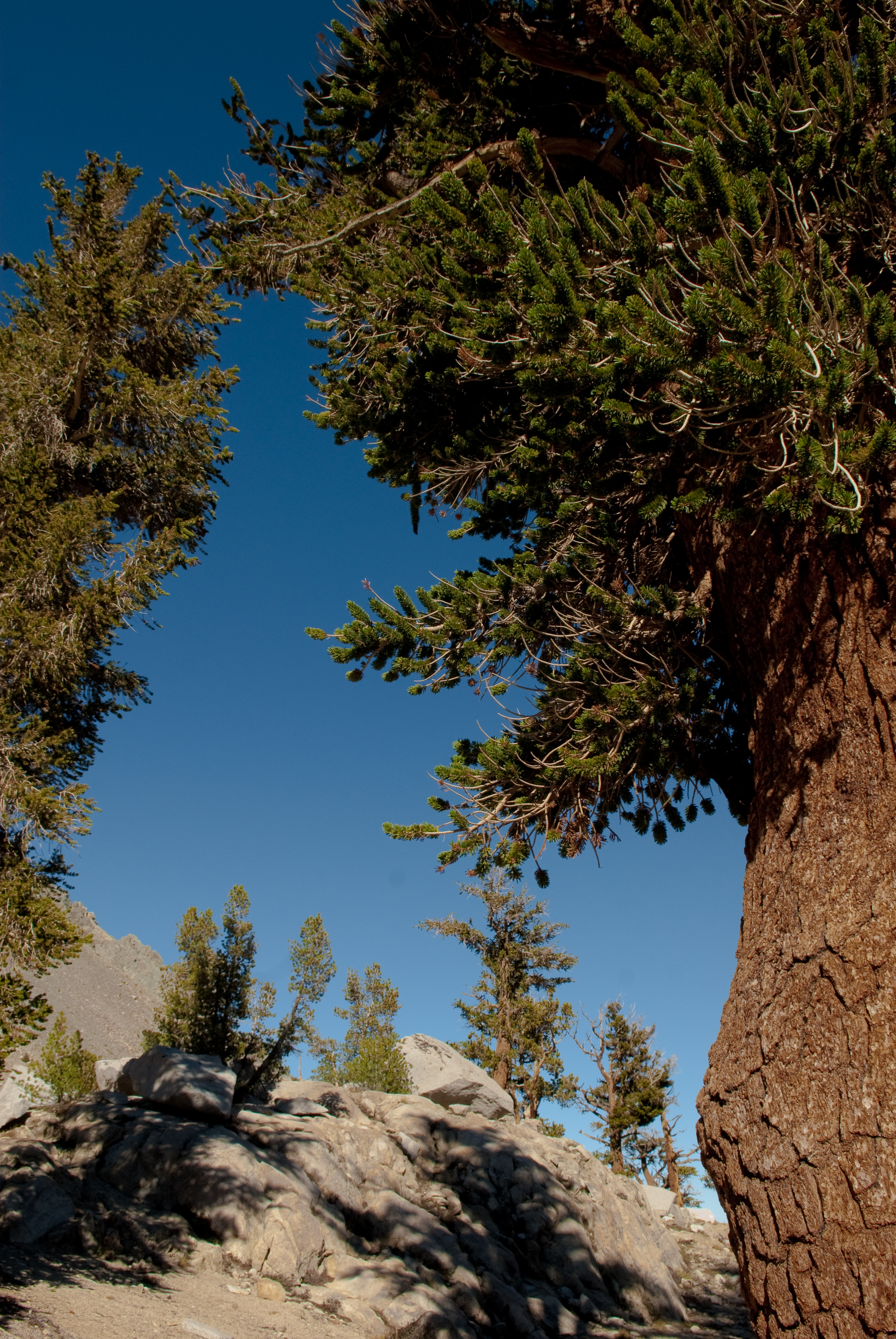
Pinus balfouriana poddruh austrina, strom a borka zblízka, v národním parku Kings Canyon National Park, Kalifornie, USA.
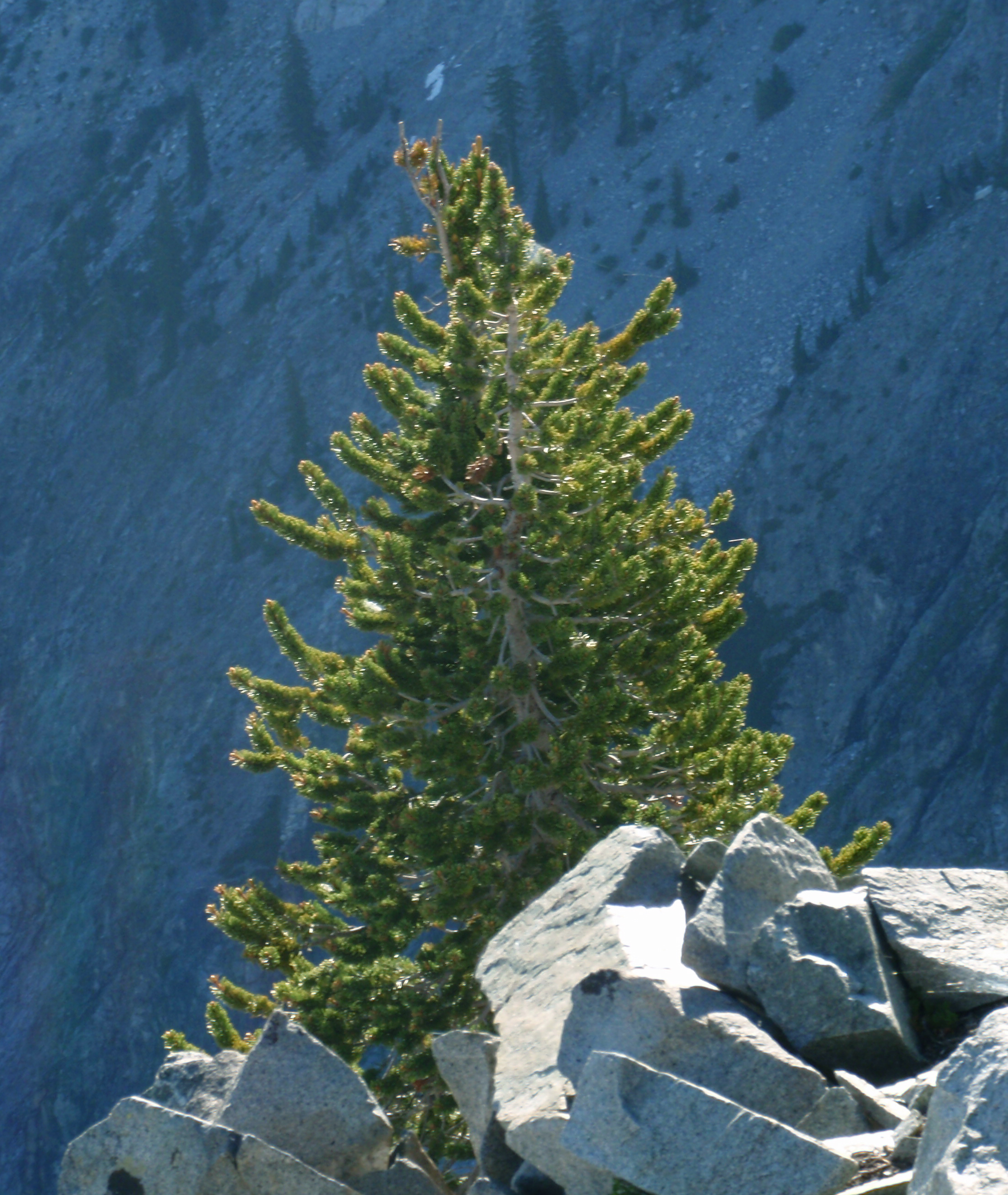
Borovice Balfourova – mladý strom, v horském pásmu Trinity Alps, které je součástí řady horských pásem Klamath Mountains, v severní Kalifornii, USA